# Khaybar KH2002
Das Khaybar KH2002 ist ein iranisches Sturmgewehr im Bullpup-Design.

## Beschreibung
Die Waffe wurde im Jahre 2001 von der iranischen Defense Industries Organization (DIO) entworfen. Als Vorbild diente das chinesische Sturmgewehr Norinco CQ (offizielle Bezeichnung: CQ 5.56), welches eine Kopie des US-amerikanischen M16A1 von Colt ist und von der iranischen Revolutionsgarde benutzt wird. Das KH2002 soll das alternde HK G3 (Versionen G3A5 und G3A6) als Standard-Sturmgewehr ersetzen, welches die iranischen Streitkräfte benutzen.
Es gibt verschiedene Ausführungen mit unterschiedlichen Lauflängen (780 mm, 730 mm, 680 mm) und Zielvorrichtungen. Optional lässt sich ein Bajonett und Zweibein an der Waffe anbringen. Das Gewehr nutzt die 5,56×45-mm-NATO-Munition. Der Hersteller beschreibt die Waffe als „hochpräzise“, leicht, mit geringem Rückstoß und durch einen modularen Aufbau als leicht zu warten.
Die effektive Reichweite der Waffe beträgt 400–500 m. Die Mündungsgeschwindigkeit beträgt 900–950 m/s.

## Beschaffungsstopp
2008 testete die syrische Armee im Rahmen einer Modernisierung der Streitkräfte das Khaybar 2002 neben dem russischen AK-74M. Zu diesem Zweck schickte der Hersteller des Khaybar zehn KH-2002-Gewehre zusammen mit einigen Vertretern nach Syrien. Bis auf zwei Gewehre wiesen alle anderen KH-2002 Fehlfunktionen während der Tests auf. Die russische Ak-74M ging als Gewinner aus den Tests hervor.
Nachdem auch Uruguay das Interesse am KH-2002 verloren hatte, wurde das Programm im Jahr 2012 aufgegeben. Gründe waren die fehlende Nachfrage im Ausland, die Sanktionen der UN und das Desinteresse der iranischen Streitkräfte. Die Produktion und die Weiterentwicklung des Gewehrs wurden gestoppt.